# Нижний Арий
Нижний Арий (тат. Түбән Арый) — деревня в Ачитском городском округе Свердловской области. Управляется Арийским сельским советом.

## География
Населённый пункт располагается по обоим берегам реки Арий в 20 километрах на юго-восток от посёлка городского типа Ачит.

### Часовой пояс
Нижний Арий, как и вся Свердловская область, находится в часовой зоне МСК+2. Смещение применяемого времени относительно UTC составляет +5:00.

## Население
| 2002 | 2010 | 2021 |
| ---- | ---- | ---- |
| 451  | ↘377 | ↘284 |

## Инфраструктура
Деревня разделена на восемь улиц: 50 лет Октября, Гагарина, Комсомольская, Космонавтов, Ленина, Мира, Молодёжная, Советская.